# Eukoeneniidae
Eukoeneniidae es una familia de arácnidos palpígrados.

## Taxonomía
Se reconocen los siguientes géneros:
- Eukoenenia Börner, 1901
- Allokoenenia Silvestri, 1913
- Koeneniodes Silvestri, 1913
- Leptokoenenia Condé, 1965